# Segunda División (calcio a 5)
La Segunda División de Fútbol Sala è il secondo livello professionistico del campionato spagnolo di calcio a 5. Organizzato dalla RFEF tramite il Comité Nacional de la competición profesionalizada de Fútbol Sala, il campionato fu denominato División de Plata tra il 1993 e il 2011. Le seconde squadre delle società iscritte alla Primera División non possono accedere alla serie superiore (casistica verificatesi per Ciudad de Murcia e Barcellona B).

## Storia
Nel corso degli anni, la seconda serie ha adottato formule diverse. Dalla sua istituzione fino alla stagione 2006-07, la División de Plata fu articolata in tre gironi su base geografica. Il numero di società partecipanti, promozioni e retrocessioni sono variati nel tempo, così come il meccanismo degli spareggi. Tra il 2007 e il 2010 i gironi vennero ridotti a due e quindi a uno unico a partire dalla stagione 2010-11. Nel contesto della generale riforma dei campionati spagnoli di calcio a 5, la seconda serie ha assunto la denominazione Segunda División a partire dalla stagione successiva. Scaduto l'accordo tra LNFS, che fino ad allora aveva gestito la competizione, e RFEF, dalla stagione 2020-21 la Segunda División è organizzata dal neocostituito "Comité Nacional de la competición profesionalizada de Fútbol Sala" istituito per avviare la disciplina al professionismo.

## Albo d'oro

### División de Plata
| Stagione  | Vincitore stagione regolare               | Promozioni                             |
| --------- | ----------------------------------------- | -------------------------------------- |
| 1993-1994 | Valencia                                  | La Massana Valencia                    |
| 1994-1995 | Rías Baixas                               | Rías Baixas Ceuta                      |
| 1995-1996 | Marsanz Torrejón Universidad Europea      | Marsanz Torrejón Universidad Europea   |
| 1996-1997 | Carnicer Torrejón Jaén Martorell          | Carnicer Torrejón Jaén Martorell       |
| 1997-1998 | Cartagena O Parrulo Xota                  | Cartagena O Parrulo Xota               |
| 1998-1999 | Móstoles Ourense S10 Saragozza            | Club del Mar Ourense S10 Saragozza     |
| 1999-2000 | Móstoles Prone Lugo Valencia              | Barcellona Móstoles Valencia           |
| 2000-2001 | Andorra Atlético Boadilla Castro-Urdiales | Andorra Atlético Boadilla              |
| 2001-2002 | Baix Maestrat Prone Lugo Ceuta            | Prone Lugo S10 Saragozza               |
| 2002-2003 | Baix Maestrat Castro-Urdiales Guadalajara | Guadalajara Santiago                   |
| 2003-2004 | Albacete Baix Maestrat Láncara            | Baix Maestrat Láncara                  |
| 2004-2005 | Albacete Barcellona Tres Cantos           | Albacete Bilbo                         |
| 2005-2006 | Gáldar Guadalajara Valencia               | Barcellona Guadalajara                 |
| 2006-2007 | Bilbo Racing San Vicente Tres Cantos      | Leis Pontevedra Valencia               |
| 2007-2008 | Manacor Tres Cantos                       | Manacor Pinto Santa Coloma Tres Cantos |
| 2008-2009 | S10 Saragozza Zamora                      | S10 Saragozza Zamora                   |
| 2009-2010 | Manacor Talavera                          | Manacor Talavera                       |
| 2010-2011 | Puertollano                               | Puertollano Ribera Navarra             |

### Segunda División
| Stagione  | Campione         | Promozioni               |
| --------- | ---------------- | ------------------------ |
| 2011-2012 | Oxipharma        | Martorell Oxipharma      |
| 2012-2013 | Jumilla          | Jaén Jumilla Peñíscola   |
| 2013-2014 | Levante          | Levante Uruguay Tenerife |
| 2014-2015 | UMA Antequera    | Brihuega UMA Antequera   |
| 2015-2016 | Ciudad de Murcia | Cartagena Gáldar         |
| 2016-2017 | Barcellona B     | O Parrulo Segovia        |
| 2017-2018 | Ciudad de Murcia | UMA Antequera Valdepeñas |
| 2018-2019 | Burela           | Burela Córdoba           |
| 2019-2020 | Betis            | Betis UMA Antequera      |
| 2020-2021 | Noia             | Manzanares               |
| 2021-2022 | Noia             | Noia UMA Antequera       |
| 2022-2023 | Peñíscola        | Alzira Peñíscola         |
| 2023-2024 | S10 Saragozza    | S10 Saragozza Burela     |